# Praha-Braník
Praha-Braník – stacja kolejowa w Pradze, w dzielnicy Braník, w Czechach przy ulicy Pikovická 869/2. Znajduje się na linii kolejowej Praga – Vrané nad Vltavou. Znajduje się na wysokości 200 m n.p.m.
Jest obsługiwana przez České dráhy. Na stacji zatrzymują się pociągi systemu szybkiej kolei miejskiej Esko w Pradze.

## Linie kolejowe
- 210 Praha – Vrané nad Vltavou – Čerčany